# Monte Pío
Monte Pío es una población del Municipio Santa Rita en el estado Zulia (Venezuela). Pertenece a la Parroquia El Mene.

## Etimología
Monte Pío recibió su nombre debido a que comenzó como una serie de granjas avícolas, algunas de las cuales todavía existen.

## Ubicación
Monte Pío se encuentra al sur del municipio Santa Rita en la salida de la carretera F de Cabimas a la carretera Lara - Zulia, después de la curva de la carretera F. Se encuentra al norte y al este de la parroquia Germán Ríos Linares del municipio Cabimas.

## Zona residencial
Monte Pío tiene algunas casas y calles a los lados de la carretera F, algunas recientemente asfaltadas. Tiene una escuela, una iglesia, una campo deportivo, instalaciones de empresas petroleras y granjas. Es una población aparte de las ciudades de Cabimas y Santa Rita, y del pueblo El Mene.

## Vialidad y transporte
Además de la carretera F, Monte Pío cuenta con otras calles y una vía principal que tiene una entrada en Y griega con la F. Allí se encuentra la salida de la ciudad de Cabimas, donde la carretera F encuentra la carretera Lara - Zulia, esta última se está ampliando y se construirá un distribuidor facilitando el acceso a Monte Pío.
La línea Cabimas - Maracaibo pasa por el pueblo en su recorrido por las carreteras F y Lara - Zulia.

## Sitios de referencia
- DIAPECA. Empresa de equipos de Bombeo mecánico (Balancines). Carretera F a 100 m de la carretera Lara - Zulia.
- Carro Chocado. Curioso monumento, intersección de carretera F con carretera Lara - Zulia.